# Ko Yong-hee
Ko Yong-hee (en chosŏn'gŭl, 고영희; Osaka, Japón, 26 de junio de 1952-París, Francia, 24 de mayo de 2004), también conocida bajo el nombre Ko Yong-hui, fue una bailarina norcoreana y posteriormente, tercera esposa del líder norcoreano Kim Jong-il, con quien tuvo tres hijos: Kim Jong-un, Kim Jong-chul y Kim Yo-jong.

## Biografía
Ko era una zainichi coreana nacida en la ciudad japonesa de Osaka. La fecha de nacimiento de Ko y el nombre japonés en los registros oficiales japoneses son el 26 de junio de 1952 y Takada Hime, respectivamente. Su padre, Ko Gyon-tek, trabajó en una fábrica de costura de Osaka controlada por el Ministerio de la Guerra japonés. Ella, junto con su familia, se mudó a Corea del Norte en mayo de 1961 o en 1962 como parte de un programa de repatriación. En 1970 empezó a desempeñarse como bailarina de la Compañía de Artes Mansudae en Pionyang.
El 27 de agosto de 2004, varias fuentes informaron de que había fallecido en París a causa de una enfermedad inespecífica, probablemente de un cáncer de mama. Sin embargo, otras fuentes afirman que fue tratada en París en la primavera de 2004 y que voló de vuelta a Pionyang, donde cayó en coma y murió en agosto de 2004. En 2012, Kim Jong-un construyó una tumba para Ko en el Monte Taesong.
Dentro de Corea del Norte, sólo se refieren a ella con títulos, como "La respetada madre que es la más fiel y leal 'súbdita' del querido líder camarada Comandante Supremo" o "La madre de Pyongyang".[cita requerida]